# 頭棘燭光魚
頭棘燭光鱼（学名：Polyipnus spinifer）为輻鰭魚綱巨口魚目褶胸鱼科的其中一種。分布於西太平洋的日本及菲律賓海域，為深海魚類，棲息深度220-380公尺，會進行垂直性洄游，體長可達6公分。

## 外部連結
- 頭棘燭光鱼的圖片 （页面存档备份，存于）